# Lone Rhino
| 전문가 평가 | 전문가 평가 |
| 평가 점수   | 평가 점수   |
| 출처        | 점수        |
| ----------- | ----------- |
| Allmusic    | [ 1 ]       |

《Lone Rhino》는 미국의 음악가인 아드리안 벨류의 데뷔 솔로 음반으로 1982년 4월 26일에 발매되었다. 이 공연에는 벨류의 전 킹 크림슨 밴드 가가의 음악가들과 많은 레퍼토리가 등장한다.
이 음반은 벨류가 프랭크 자파, 데이비드 보위, 토킹 헤즈, 톰 클럽에서 리드 기타리스트로 활약한 후 몇 년 동안 녹음되었고, 1981년 킹 크림슨의 리드 싱어, 작사가, 두 번째 기타리스트로 데뷔한 직후 녹음되었다. 1982년 뉴욕에서 촬영된 〈Big Electric Cat〉의 트랙에서 세계 무역 센터의 한 장면을 촬영한 영상이 제작되었다. 벨류의 딸 오디 (당시 4세)는 아버지와 마지막 트랙인 〈The Final Rhino〉 (벨류가 오디가 즉흥적으로 피아노 곡을 녹음한 뒤 기타 라인을 추가해 제작)에서 듀엣을 한다.

## 곡 목록
모든 곡들은 특별한 언급이 없는 한 아드리안 벨류에 의해 작사/작곡하였다.
| #   | 제목                    | 작사·작곡         | 재생 시간 |
| --- | ----------------------- | ----------------- | --------- |
| 1.  | 〈Big Electric Cat〉    |                   | 4:51      |
| 2.  | 〈The Momur〉           |                   | 3:45      |
| 3.  | 〈Stop It〉             |                   | 2:45      |
| 4.  | 〈The Man In The Moon〉 |                   | 3:45      |
| 5.  | 〈Naive Guitar〉        |                   | 4:05      |
| 6.  | 〈Hot Sun〉             |                   | 1:29      |
| 7.  | 〈The Lone Rhinoceros〉 |                   | 3:57      |
| 8.  | 〈Swingline〉           |                   | 3:25      |
| 9.  | 〈Adidas In Heat〉      |                   | 2:44      |
| 10. | 〈Animal Grace〉        |                   | 3:58      |
| 11. | 〈The Final Rhino〉     | 벨류, 아우디 벨류 | 3:33      |

## 참여 인원
- 아드리안 벨류 - 기타, 드럼, 퍼커션, 리드 보컬, 일렉트로닉

### 가가
- 크리스 벨리 - 어쿠스틱 피아노, 백 보컬
- 윌리엄 얀센 - 색소폰, 백 보컬
- J. 클리프턴 메이허 - 베이스 기타, 백 보컬

### 추가 음악가
- 아우디 벨류 - 〈The Final Rhino〉의 어쿠스틱 피아노